# دبوس شعر

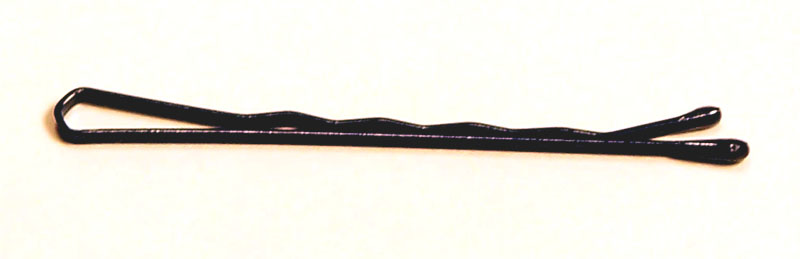
دبوس مسطح.

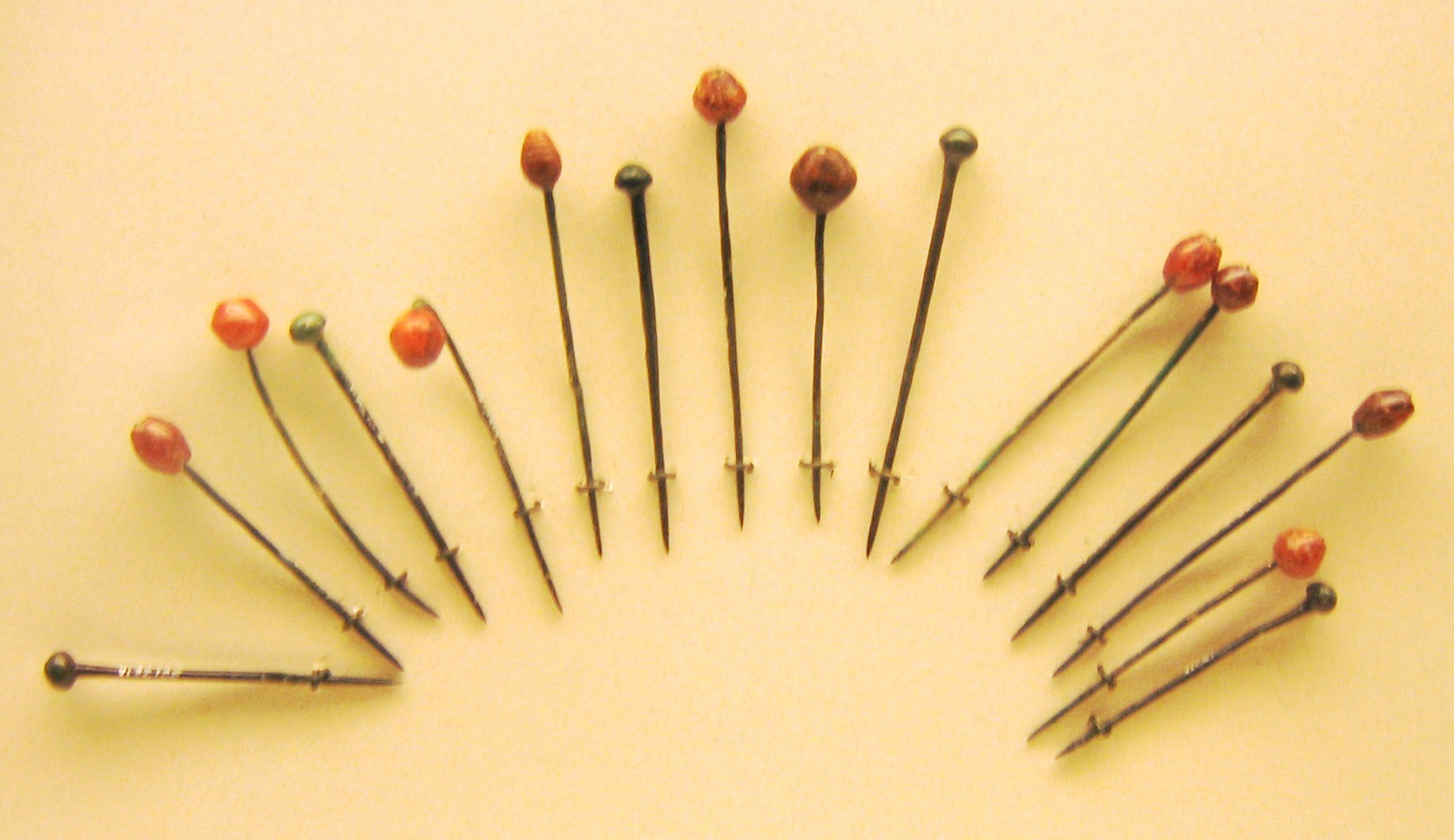
دبابيس شعر تعود لتاريخ 600 م.

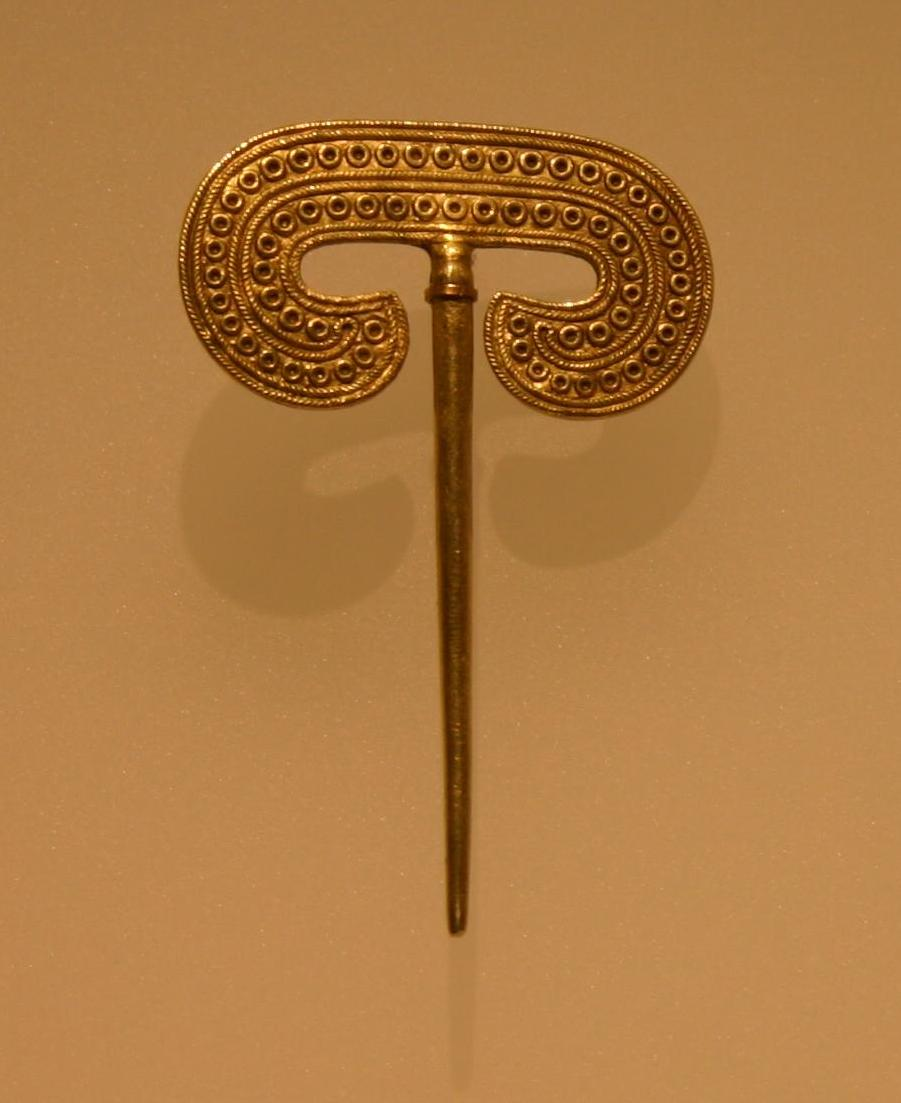
دبوس ذهبي من كولخيس.

دبوس الشعر هي أداة طويلة تستخدم لمسك شعر الشخص على هيئة محددة، وقد يُستخدم دبوس الشعر لضمان تحييد الشعر الطويل عن الطريق من أجل الراحة والموائمة أو كجزء من تصفيفة شعر دقيقة. أقدم دليل على تصفيف الشعر يمكن أن يُلاحظ في تماثيل فينوس مثل فينوس براسيمبوي وفينوس ولندورف، إنشاء مختلف تسريحات الشعر وخاصة بين النساء يبدو شائعا في جميع الثقافات والحقب وقد استخدَمت العديد من المجتمعات الماضية والحاضرة دبابيس الشعر.
استُخدِمت دبابيس الشعر المصنوعة من الفلزات، العاج، البرونز والخشب المنحوت في مملكة آشور القديمة ومصر القديمة  لتثبيت تسريحات شعر للزينة، وتوحي دبابيس الشعر هذه - كما تُظهر المقابر- أن العديد منها كان وسائل ترف عند المصريين وبعدهم اليونانيون والإتروسك والرومان، النجاح الأكبر كان سنة 1901 باختراع دبوس الشعر المزدوج بواسطة المخترع النيوزيلندي غيدوارد غودورد وهو الدبوس الذي يعتبر سلف مشبك الشعر.
يمكن لدبوس الشعر أن يكون لغرض الزينة ويغطى بالجواهر والحلي كما يمكن أن يكون أداة منفعة ويصمم ليكون غير مرئي تقريبا حين يمسك تسريحة الشعر على هيئتها.
بعض دبابيس الشعر عبارة عن دبوس واحد، لكن النسخ الحديثة يمكن أن تصنع من أطوال مختلفة لأسلاك تُلوى في المنتصف على شكل u مع بعض التعرجات على طول جزئي الدبوس ويمكن أن يترواح طول الدبوس بين اثنان إلى ستة إنشات، طول دبوس الشعر يسمح بمسك أنواع مختلفة من تصفيفات الشعر وتعرجاته تحفظ ثباته أثناء الحركة.
تم منح براءة اختراع لكيلي شماندي سنة 1925 على دبوس الشعر. 

## معرض صور

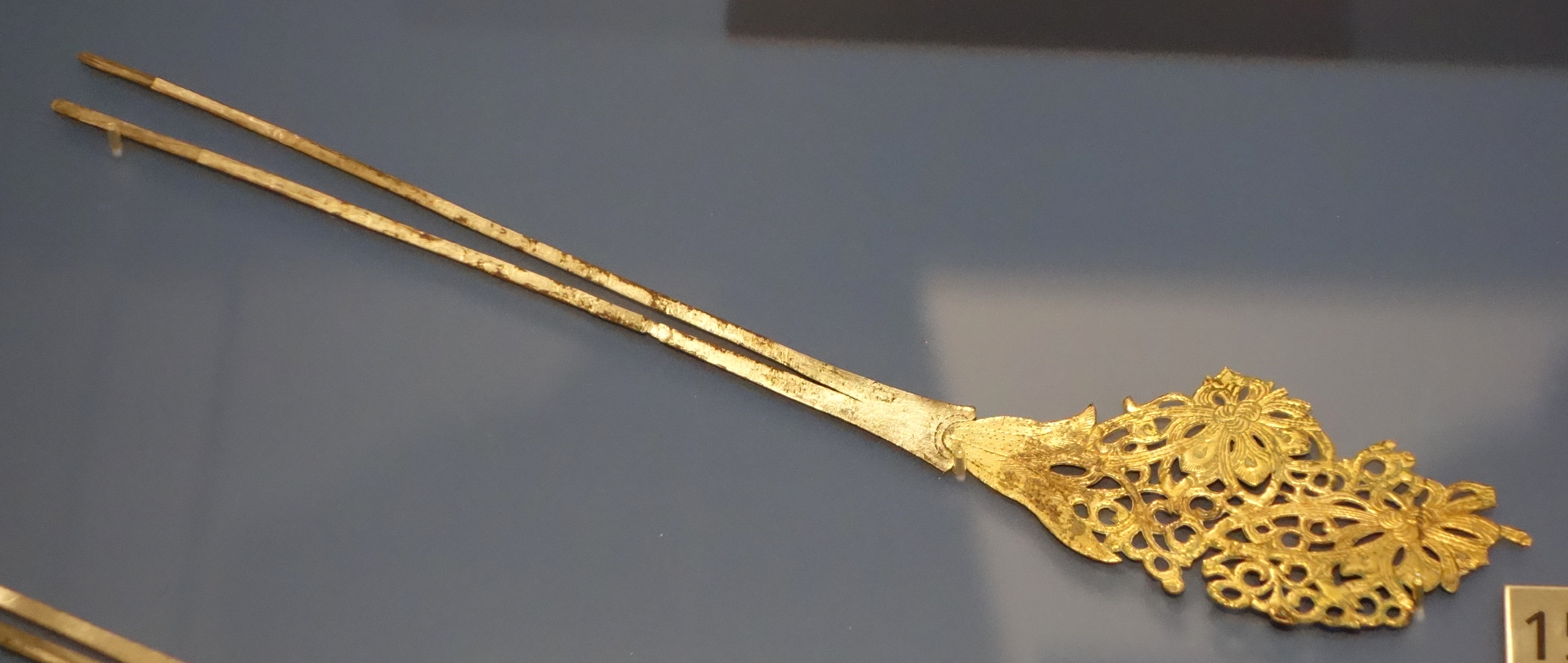
دبوس شعر صيني من مملكة تانغ (618-907).
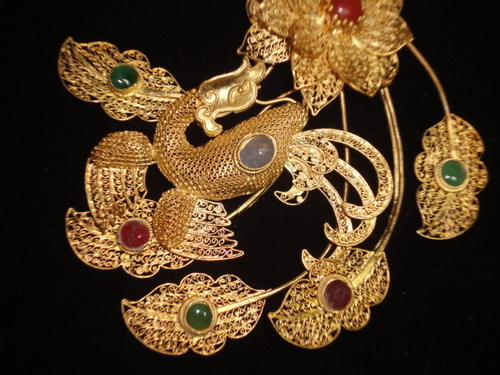
دبوس شعر صيني من مملكة مينغ (1368–1644).
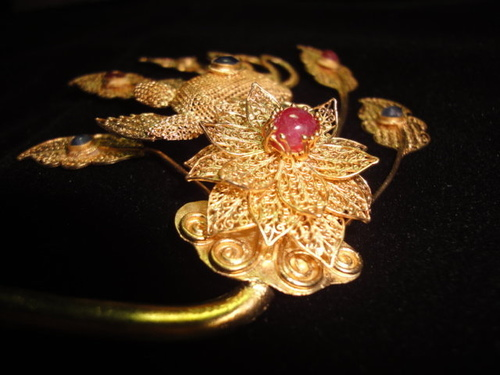
دبوس شعر صيني من مملكة مينغ (1368–1644).
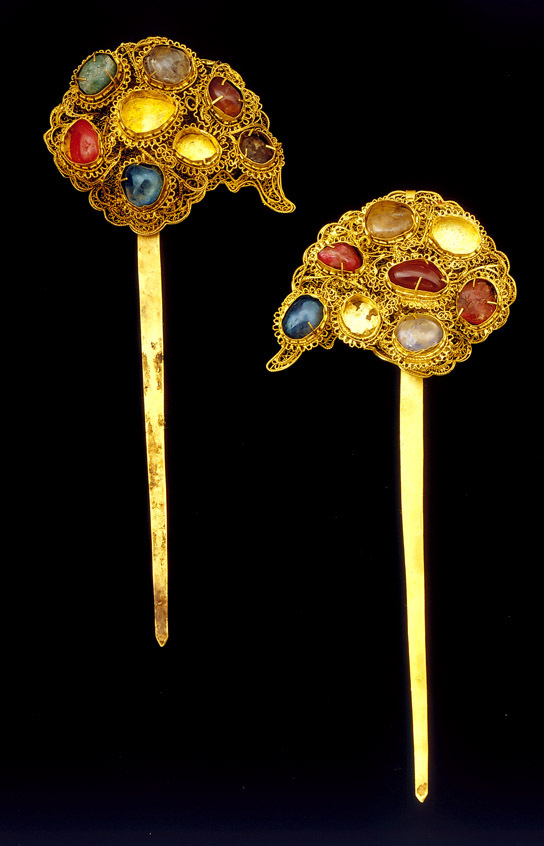
دبوس شعر صيني من مملكة مينغ، القرن الـ 15.
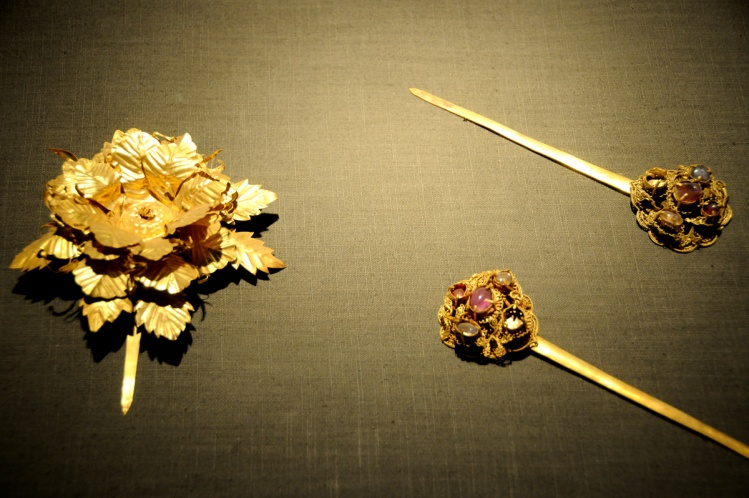
دبوس شعر صيني من مملكة مينغ، القرن الـ 15.
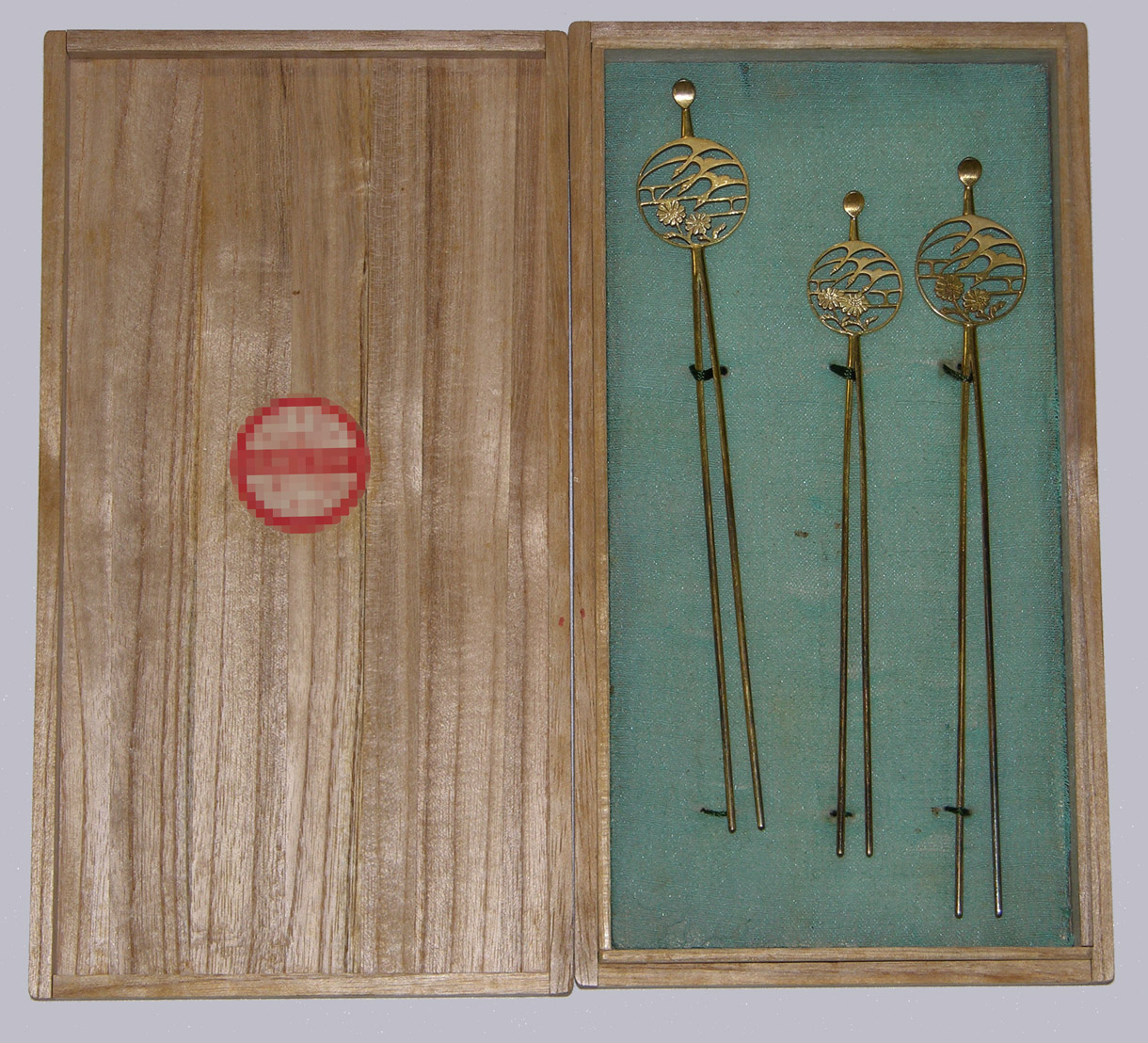
دبابيس شعر يابانية قديمة، الحقبة غير معروفة.
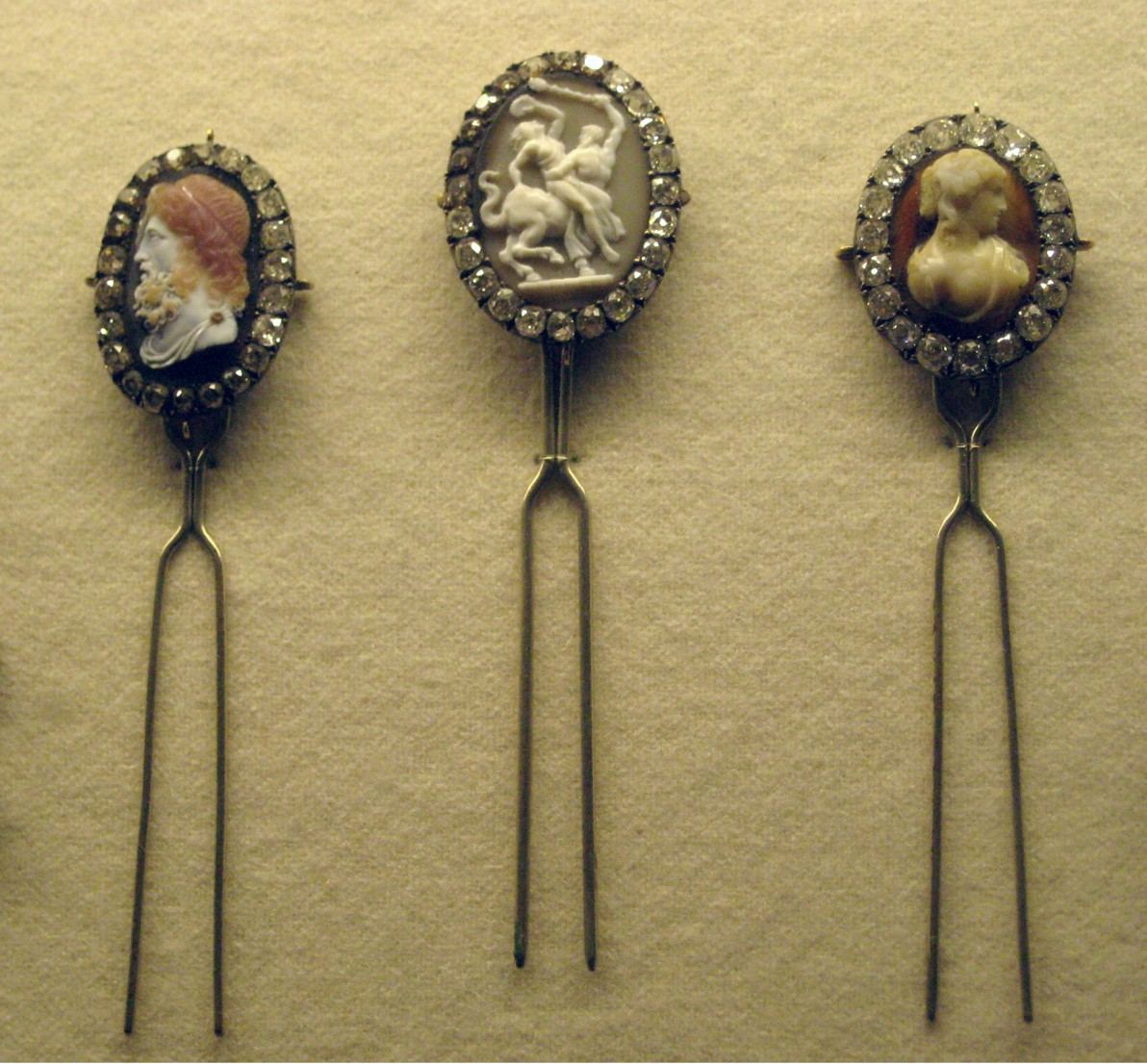
دبابيس شعر من موسكو، القرن الـ 18 أو الـ 19.